# Gewerkschaft Transport & Logistik

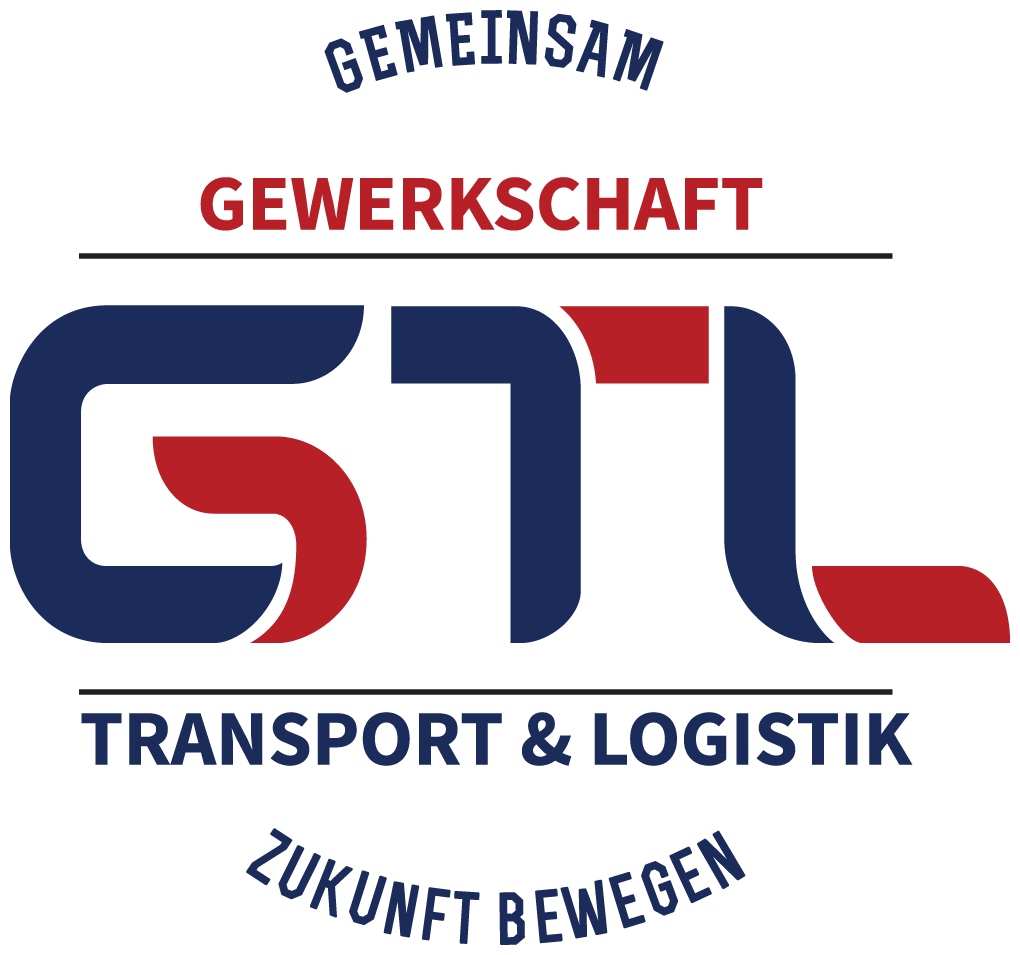
Logo der Gewerkschaft Transport & Logistik

Die Gewerkschaft Transport & Logistik (Kurzbezeichnung GTL), davor Kraftfahrergewerkschaft (Kurzbezeichnung KFG) wurde am 28. März 1992 in Bottrop von Kraftfahrern gegründet und ist eine Fachgewerkschaft im Christlichen Gewerkschaftsbund Deutschlands (CGB). Sie hat ihren Sitz in Dinslaken.
Die GTL versteht sich als politisch, konfessionell und wirtschaftlich unabhängige Vertretung in Deutschland tätiger Berufskraftfahrer des Straßengüter- und -Personenverkehrs, die sich für die berufs- und tarifpolitische Belange ihrer Mitglieder einsetzt und sich zudem im Bereich von Verkehrssicherheit, Berufsausbildung und Fortbildung engagiert. Über die Zahl ihrer Mitglieder macht sie keine Angaben. Ihre Tariffähigkeit hat sie bisher nicht nachgewiesen und auch keine Tarifverträge geschlossen.
Auf dem Digitalen Bundesgewerkschaftstag am 27. März 2021 wurde Ralf Vüllings, CDA-Mitglied aus Duisburg zum Bundesvorsitzenden gewählt.
Die GTL verkündete am 26. November 2021 auf ihrer Website die Umbenennung von Kraftfahrergewerkschaft in Gewerkschaft Transport & Logistik.